# Klara-Hermine Fomm
Klara-Hermine Fomm (Dippoldiswalde, 26 de octubre de 1999) es una deportista alemana que compite en curling.
Ganó dos medallas de bronce en el Campeonato Europeo de Curling, en los años 2018 y 2021.

## Palmarés internacional
| Campeonato Europeo | Campeonato Europeo    | Campeonato Europeo | Campeonato Europeo |
| Año                | Lugar                 | Medalla            | Prueba             |
| ------------------ | --------------------- | ------------------ | ------------------ |
| 2018               | Tallin (Estonia)      | Medalla de bronce  | Equipo             |
| 2021               | Lillehammer (Noruega) | Medalla de bronce  | Equipo             |